# Carthamus arborescens

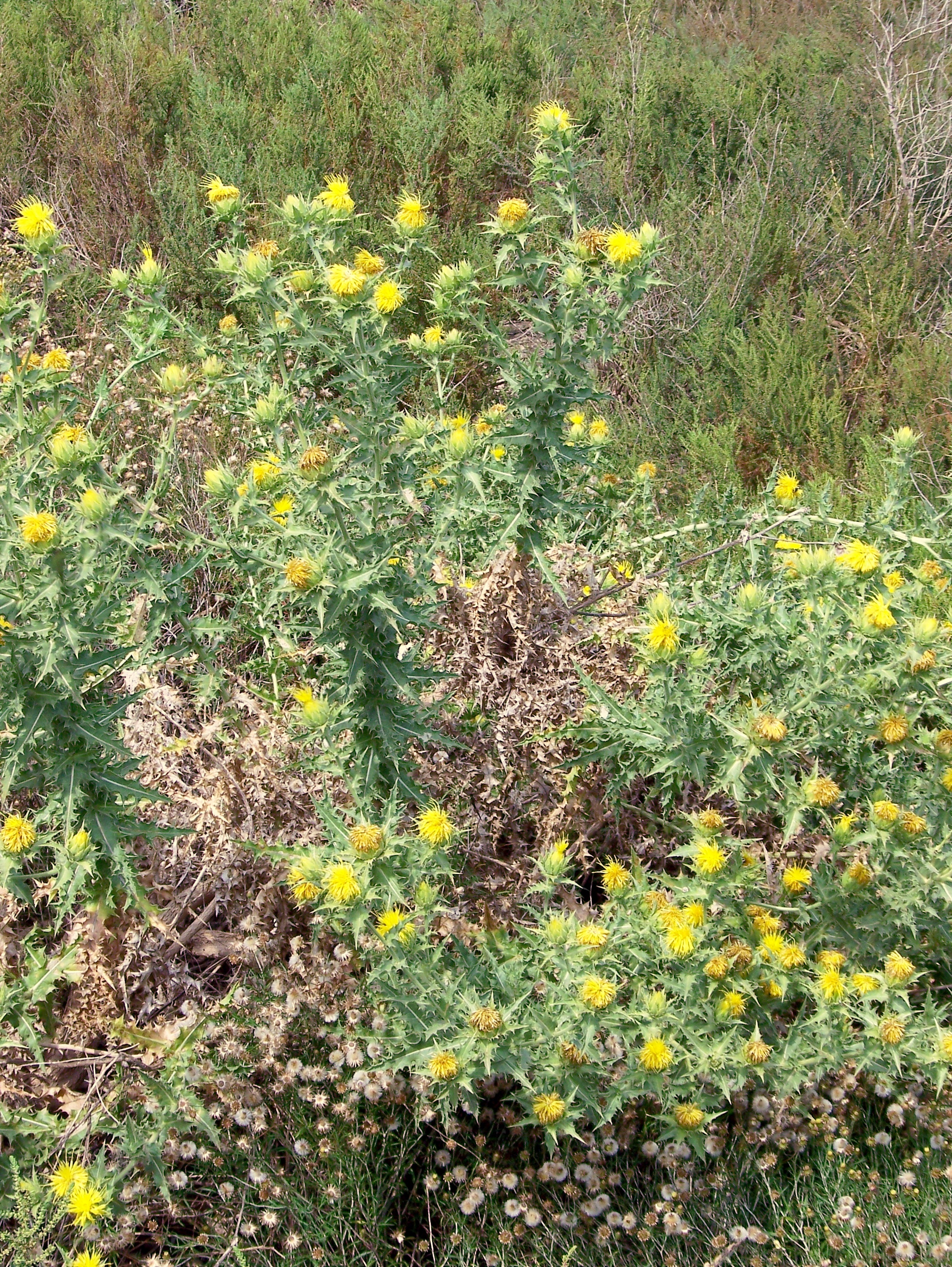
Vista general

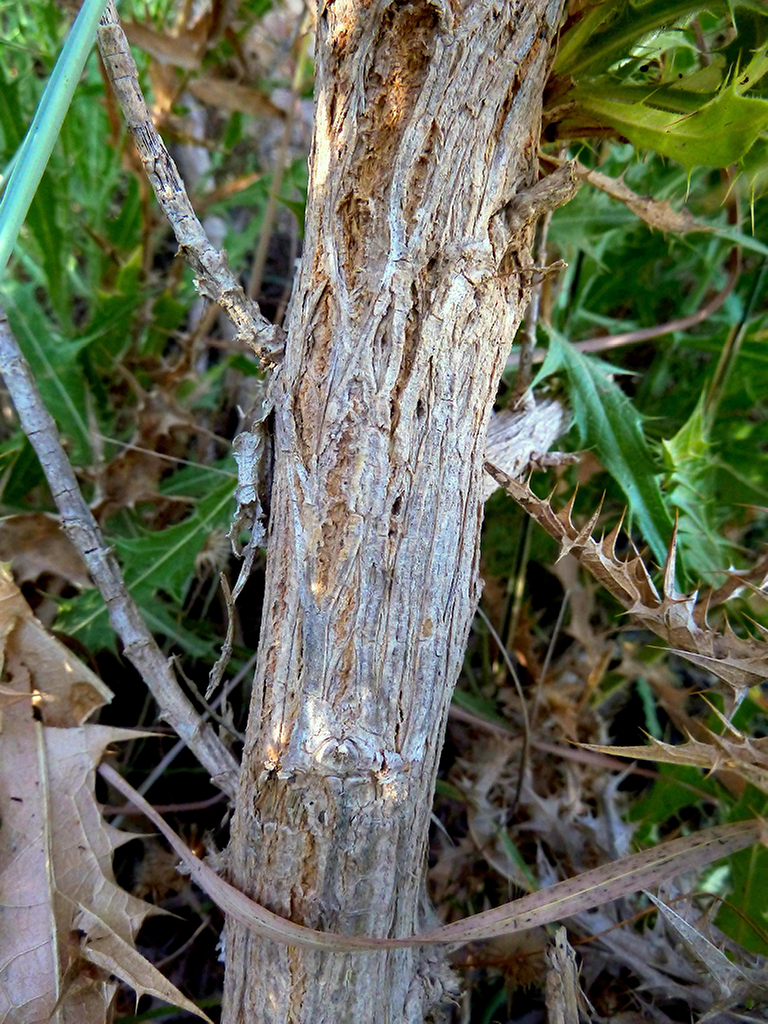
Detalle del tallo de base leñosa.

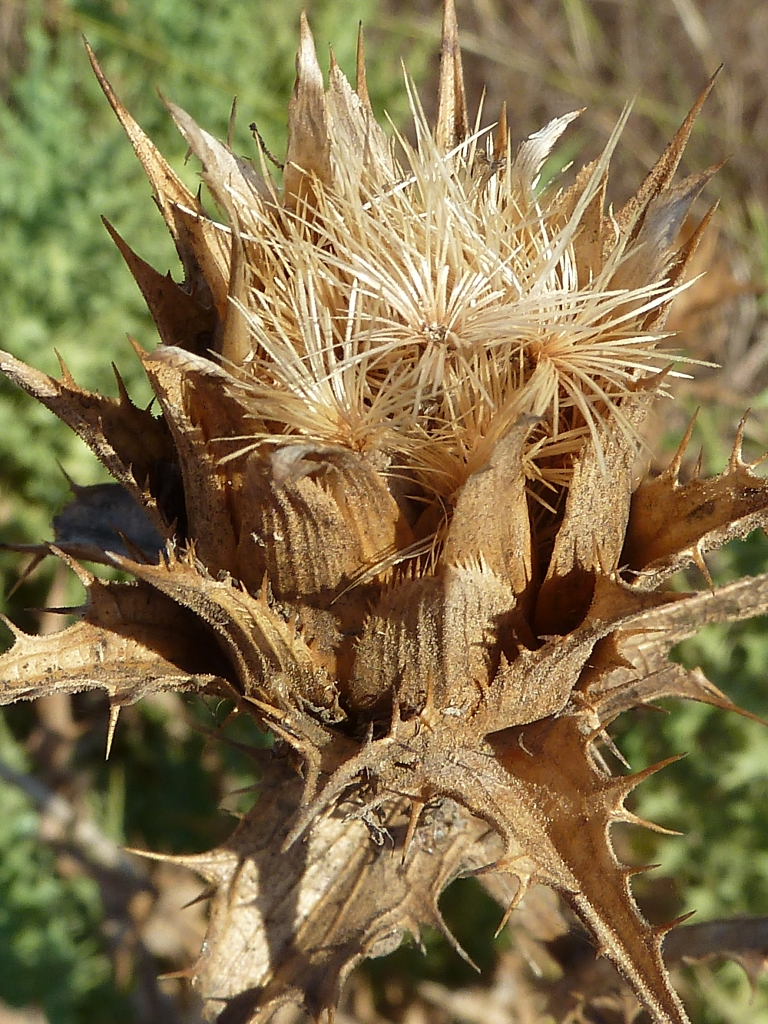
Cipselas in situ en un capítulo post antesis.

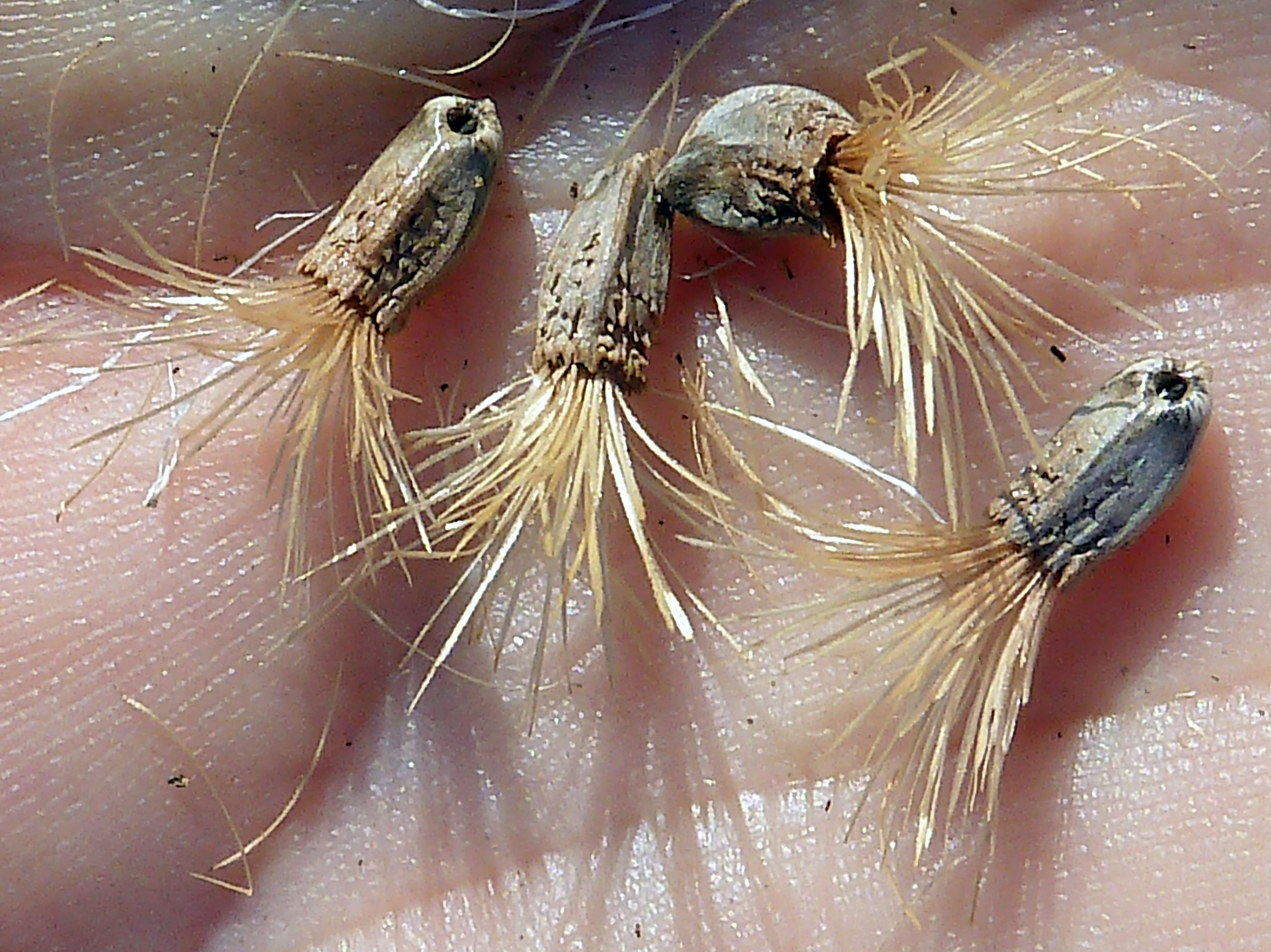
Cipselas sueltas tetragonales con vilano escabrido.

Carthamus arborescens, comúnmente conocida como cardo cabrero, entre otros, es una especie perteneciente al género Carthamus de la familia Asteraceae (antes Compositae).

## Descripción
Planta perenne erecta, de tallos frecuentemente leñosos en su base y que puede alcanzar hasta 2 m de altura. Se ramifica abundantemente, normalmente desde la base. Las hojas son sentadas, ovadas y pinnatífidas con márgenes muy dentado-espinosos. Las brácteas involucrales externas se asemejan a la hojas apicales, pero mucho menos espinosas - en tamaño y cantidad - en dirección centrípeta, de tal manera que las más internas son libres de espinas. Dichas brácteas forman un involucro de unos 20-25 por 10-12 mm; flores amarillas, todas flosculadas, con tubo largo y estrecho, corolas lacinadas y anteras muy sobresalientes. Receptáculo convexo con pelos acintados blancos y bastante largos. El fruto es una cipsela tetragonal con hilo cárpico lateral, de ápice truncado con el borde de la placa apical sobresaliente e irregularmente aserrado y con nectario central persistente; la superficie tiene muecas escamoides irregulares y es de color pardo oscuro/negruzco, mientras el vilano está formado por pelos acintados escabridos.

## Distribución y hábitat
Es una especie endémica de España meridional, desde Alicante hasta Gibraltar y Noroeste de África (Marruecos y Argelia).

## Taxonomía
Carthamus arborescens fue descrita por  Carlos Linneo y publicado en Species Plantarum, vol. 2, p. 831, 1753 .
Etimología
- Carthamus; nombre genérico, latinizando del árabe «Kârtum», raíz semítica que significa «tinte», en alusión a sus cualidades.
- arborescens: epíteto botánico que significa "como un árbol"[4]

Sinonimia
- Carduncellus arborescens Sweet, 1826
- Carthamus hircinus Lag. ex Spreng., 1826
- Carthamus rigidus Willd., 1809
- Durandoa arborescens (L.) Pomel, 1874
- Durandoa clausonis Pomel, 1860
- Kentrophyllum arborescens (L.) Hook., 1834
- ? Onobroma arborescens (L.) Spreng., 1826
- Phonus arborescens (L.) G. López, 1990[5][6]

Citología
Número de cromosomas de Carthamus arborescens (Fam. Compositae) y táxones infraespecíficos: 2n=24

## Nombres comunes
- Castellano: azafrán de zorra, cardo cabrero (7), cardo cuco (4), cardo hediondo, cardo lechero (4), cardo santo (2), cardoncha. Las cifras entre paréntesis indican la frecuencia de uso del vocablo en España.[10]